# Armoriale dei comuni della provincia di Belluno

Stemma della Provincia di Belluno

Questa pagina contiene le armi (stemmi e blasonature) dei comuni della provincia di Belluno.
| Stemma | Comune e blasonatura | Gonfalone e bandiera |
| ------ | --- | -------------------- |
|        | Agordo Campo di cielo, a due torri merlate, al naturale, chiuse e finestrate di nero, poste sopra due scogli, moventi dai lati dello scudo e fra i quali scorre un fiume, il tutto al naturale; le torri accompagnate in capo da una stella, di sei raggi d'argento D.C.G del 3 marzo 1929 Concessione gonfalone con R.D. del 13 settembre 1928, RR.LL.PP. del 28 febbraio 1929 |                      |
|        | Alleghe Di rosso, al leone rampante di oro, tenente nella branca anteriore sinistra una spada di argento, dall'impugnatura di oro, posta in palo, appoggiato sulla vetta di un monte all'italiana di verde, nascente da uno specchio di acqua al naturale. Ornamenti esteriori da Comune. Gonfalone: drappo di colore azzurro riccamente ornato di ricami d'argento e caricato dello stemma sopra descritto con l'iscrizione centrata in argento Comune di Alleghe. |                      |
|        | Alpago Semitroncato partito: nel primo, d'oro, al drago di rosso; nel secondo, d'azzurro, al cipresso al naturale, nodrito nella pianura di verde, accompagnato in capo da tre stelle a 6 raggi d'argento, ordinate in fascia; nel terzo, di cielo, all'aquila al naturale, atterrante. Ornamenti esteriori da Comune. Gonfalone: drappo di bianco, bordato d’azzurro. D.P.R. del 12 luglio 2018 |                      |
|        | Arsiè D'azzurro, al monte di verde, a destra sostenente una torre di due piani, merlata, al naturale, chiusa, finestrata e murata di nero, cimata da una bandiera astata, d'argento, bifida e svolazzante a sinistra; al leone di S. Marco, alato, nimbato, d'oro, tenente il libro del Vangelo aperto, e passante su di un monte di verde D.C.G del 12 gennaio 1929 Gonfalone: D.P.R. del 13 agosto 1969 |                      |
|        | Auronzo di Cadore Scudo tripartito, con la presenza dello stemma del Cadore, del Gallo auronzano e dei colori, rosso e verde a bande orizzontali, assegnati ad Auronzo dalla Repubblica Veneta. D.P.R. del 25 marzo 1998 Gonfalone: D.P.R. del 25 marzo 1998 |                      |
|        | Belluno D'azzurro, alla croce d'oro, accantonata nei primi due quartieri, da due draghi alati, affrontati, di rosso, sormontato dalla corona di Città. D.C.G del 25 aprile 1929 Gonfalone: drappo rosso con al centro lo stemma del Comune sormontato dal titolo Città di Belluno, sotto lo stemma sono riportate le parole furor (namque) eius serpentini furoris instar. Il gonfalone è decorato con la croce di guerra e con la medaglia d'oro al valor militare. |                      |
|        | Borca di Cadore Gonfalone: drappo di rosso. D.P.R. del 12 marzo 1981 |                      |
|        | Borgo Valbelluna Gonfalone: drappo tagliato di rosso e di bianco. |                      |
|        | Calalzo di Cadore Nella parte centrale vi è l'emblema della Comunità Cadorina; su fondo argentato vi è un pino silvestre al naturale, posto tra due torrioni di pietra e due palchi quadrati con base piramidale, merlati alla guelfa, chiusi e finestrati di nero, moventi dai due fianchi dello scudo sulla cui sommità sono poste due bandiere tricolori; il tronco attraversato da catena di ferro ad anelli circolari in fascia, moventi dalle finestre superiori, il tutto terrazzato di verde. Gonfalone: di forma rettangolare su drappo di colore rosso; al centro sormonta lo stemma del municipio, la corona del comune in argento e il tutto circondato da un ramo di quercia a destra e di alloro a sinistra, annodati in basso da un nastro tricolore con la scritta: Comune di Calalzo di Cadore, posta all'apice e gli ornamenti esterni contornanti lo stemma sono ricamati in argento. |                      |
|        | Canale d'Agordo D'azzurro alla banda d'argento; la banda d'argento sta a significare il torrente Liera del Comune di Canale d'Agordo e le tue parti d'azzurro le sponde dello stesso torrente. D.C.G del 12 febbraio 1933 Gonfalone: di forma rettangolare su drappo di colore bianco dorato; al centro sormonta lo stemma d'azzurro e bianco, la corona del comune in argento e il tutto circondato da un ramo di quercia a destra e di alloro a sinistra, annodati in basso da un nastro tricolore con la scritta: Comune di Canale d'Agordo, posta all'apice e gli ornamenti esterni contornanti lo stemma sono ricamati in argento. |                      |
|        | Cencenighe Agordino RD del 9 dicembre 1937 |                      |
|        | Cesiomaggiore Campo di cielo, alla colonna miliare con base d'argento, posta sopra campagna erbosa di verde. R.D. del 14 gennaio 1929, RR.LL.PP. del 4 luglio 1929 Gonfalone: drappo d'azzurro. |                      |
|        | Chies d'Alpago Partito: al primo di verde alla pecora al naturale passante, al secondo d'azzurro alla fascia d'argento, con la torre a due piani di rosso, merlata alla ghibellina aperta e finestrata di nero, fondata sul colle di verde, attraversante. R.D. del 10 ottobre 1941 Gonfalone: drappo partito d'azzurro e di verde. D.P.R. del 19 ottobre 1983 |                      |
|        | Cibiana di Cadore |                      |
|        | Colle Santa Lucia |                      |
|        | Comelico Superiore |                      |
|        | Cortina d'Ampezzo Campo di cielo, alla torre quadrata, merlata alla ghibellina, d'oro, coperta di rosso, murata aperta e finestrata di nero, caricata di due rami di pino mugo al naturale, posti in croce di Sant'Andrea; la torre addestrata e sinistrata da due pini al naturale, riuniti da una catena di ferro, il tutto su campagna erbosa di verde. Motto: « MODO - VIVO - AC - TVTA - QVIESCO » D.C.G del 29 novembre 1928 Gonfalone: drappo di rosso… |                      |
|        | Danta di Cadore Partito: nel primo d'azzurro al pino silvestre al naturale, posto tra due torrioni di pietra di due palchi, quadrati, con base piramidale, merlati alla guelfa, moventi dai due fianchi dello scudo, il tronco incatenato ai torrioni, il tutto terrazzato di verde; nel secondo, di rosso, al monte all'italiana di sei colli d'oro cimato dal cervo saliente dello stesso. Gonfalone: drappo partito di rosso e di azzurro caricato dell'arma sopra descritta e su di esso sono riprodotti in color argento lo scudo e le armi con in alto il nome del comune. |                      |
|        | Domegge di Cadore Due torri incatenate ad un abete nel primo partito e San Giorgio e il drago nel secondo partito D.C.G dell'8 agosto 1940 Gonfalone: drappo partito di bianco e di azzurro… |                      |
|        | Falcade Di azzurro, al gruppo montuoso del Focobon, d'oro, con le tre vette innevate di argento, uscente dai fianchi e fondato sulla pianura erbosa di verde, sormontato dal falco volante al naturale, caricato da quattro abeti di verde, ordinati in fascia, nodriti nella pianura erbosa. Ornamenti esteriori da Comune D.P.R del 30 ottobre 2008 Gonfalone: drappo partito d'azzurro e di bianco… |                      |
|        | Feltre Di rosso, al castello merlato, torricellato di due pezzi, al naturale, chiuso e finestrato di nero Gonfalone: drappo di filustella colore rosso, orlato di fettuccia dorata, di forma rettangolare, assai allungata e terminato a coda di rondine, caricato dello stemma sopradescritto, con sottocentrato, in oro, il motto: nec spe nec metu Riconoscimento di stemma e gonfalone con D.C.G del 25 ottobre 1928 |                      |
|        | Fonzaso |                      |
|        | Gosaldo Gonfalone: drappo troncato di giallo e di azzurro… |                      |
|        | La Valle Agordina Campo di cielo, al paesaggio montano con chiesetta alpina e corso d'acqua, con lo sfondo di montagne nevose; alla pianura d'argento caricata di due felci di verde in decusse. Ornamenti esteriori da comune. D.P.R. del 16 marzo 1956 |                      |
|        | Lamon D'azzurro al monte di verde sostenente un tempio arcaico d'argento. R.D. del 15 maggio 1921, RR.LL.PP. del 13 agosto 1921 Gonfalone: drappo azzurro con al centro lo stemma sopradescritto D.P.R. del 15 maggio 1921 |                      |
|        | Limana D'azzurro, al castello d'argento, fondato sulla vetta di un monte di verde; esso castello formato da un mastio, merlato alla ghibellina di otto pezzi, aperto finestrato e col basamento murato di nero, con due cortine dello stesso, colle feritoie di nero; quella destra declinante in sbarra, quella sinistra uscente, in fascia, dal lembo dello scudo R.D. del 25 aprile 1901, RR.LL.PP. del 21 settembre 1901 Gonfalone: drappo partito di bianco e di azzurro… |                      |
|        | Livinallongo del Col di Lana Riconoscimento di stemma e gonfalone con D.C.G del 9 settembre 1937 |                      |
|        | Longarone Partito di azzurro e di rosso alla torre triangolata, merlata alla ghibellina, d'argento, murata, aperta e finestrata di nero, movente dalla campagna troncata di verde e di oro, il secondo alla cifra in lettere romane MMXIV d'argento, la torre accompagnata in capo da una serpe di verde, ondeggiante in palo. Ornamenti esteriori da Comune Gonfalone: drappo partito di rosso e di bianco… |                      |
|        | Lorenzago di Cadore Nello stemma figurano un abete fra due torri legate da una catena e il leone di San Marco. D.C.G del 16 dicembre 1940 |                      |
|        | Lozzo di Cadore Nella metà superiore è inserito lo stemma della magnifica comunità di Cadore, nella seconda metà è rappresentata una graticola e, a lato, un ramo di palma DPR del 2 maggio 1996 |                      |
|        | Ospitale di Cadore D.P.R. del 19 novembre 1968 |                      |
|        | Pedavena D'azzurro, al monte di tre cime, l'una accantonata all'altra, all'albero nodrito sulla cima di mezzo, il tutto al naturale, il monte movente da una rivieva d'argento, ombrata di azzurro D.C.G n. 7888 del 22 maggio 1931 |                      |
|        | Perarolo di Cadore |                      |
|        | Pieve di Cadore Partito: nel 1º d'azzurro all'abete fondato nella campagna di verde, incatenato a due torri quadrate, a due piani, merlati alla ghibellina, aperte e finestrate di nero; nel 2º d'oro alla fascia d'azzurro carica di una stella (5) d'oro Decreto del 3 giugno 1941 Gonfalone: drappo partito di azzurro e di giallo… |                      |
|        | Ponte nelle Alpi D'azzurro, al ponte d'argento, sotto il quale scorre un fiume al naturale, posto innanzi ad una catena di tre monti, pure al naturale, quello del centro, sovrastante il ponte, più basso, cimato di tre torri di rosso R.D. del 13 dicembre 1928, RR.LL.PP. del 15 aprile 1929 Gonfalone: drappo di rosso… |                      |
|        | Rivamonte Agordino R.D. del 3 aprile 1937, RR.LL.PP. del 17 aprile 1939 |                      |
|        | Rocca Pietore Di rosso, alla torre di argento, murata di nero, merlata alla guelfa di cinque, finestrata con cinque finestrelle, di nero, tre, bene ordinate, nella parte alta della torre, rettangolari con arco a tutto sesto, due tonde propinque alla porta, ordinate in fascia, essa torre chiusa di nero, fondata sulla collina di verde, fondata in punta e uscente dai fianchi, e accompagnata da due abeti con la chioma di verde e il tronco al naturale, uno e uno, nodriti nella collina. Ornamenti esteriori da Comune. (Di rosso, al monte di verde, sopra il quale si erge una rocca d'argento, fiancheggiata da due abeti, pure di verde, stemma concesso con R.D. del 29 novembre 1928, RR.LL.PP. del 18 luglio 1930) Gonfalone: drappo di bianco con bordatura di verde, riccamente ornato di ricami d’argento e caricato dallo stemma sopra descritto con la iscrizione centrata in argento, recante la denominazione del Comune. Concessione stemma e gonfalone con D.P.R. del 29 gennaio 2003 |                      |
|        | San Gregorio nelle Alpi Di azzurro, alle due chiavi d'oro, decussate, con gli ingegni all'ingiù e volti verso i fianchi; al capo di porpora. Ornamenti esteriori da Comune. Gonfalone: drappo di bianco. |                      |
|        | San Nicolò di Comelico Partito: nel primo, di azzurro, all'abete di verde, fustato al naturale, nodrito nella campagna di verde, incatenato con catena di nero alle due torri quadrate, di due palchi, viste di tre quarti e uscenti dai fianchi; esse torri, d'oro, merlate alla guelfa, quattro merli per lato nei palchi inferiori, tre merli per lato nei palchi superiori; esse torri finestrate ognuna di due, una per palco, di nero, chiuse dello stesso, le porte poste sui fianchi delle torri e affrontate; nel secondo, di rosso, al pastorale d'oro. Ornamenti esteriori da Comune. Gonfalone: drappo di giallo con la bordatura di rosso. Concessione stemma e gonfalone con D.P.R. del 7 giugno 2011 |                      |
|        | San Pietro di Cadore D'azzurro, l'abete con la chioma verde e il tronco al naturale, nodrito nella pianura rocciosa di argento, unito con catena di nero con effetto di catenaria alle due torri quadrangolari d’argento, murate di nero, di due palchi, merlate alla guelfa, uscenti dai fianchi, viste in prospettiva, ogni palco finestrato di uno di nero, esse torri fondate sulla pianura rocciosa, il tutto accompagnato dalle lettere maiuscole di oro S e P, ordinate in fascia al capo. Ornamenti esteriori da Comune Gonfalone: drappo di giallo, riccamente ornato con ricami d'argento e caricato dallo stemma con la iscrizione centrata in argento, recante la denominazione del Comune. Le parti di metallo ed i cordoni sono argentati. L'asta verticale è ricoperta di velluto giallo con bullette argentate poste a spirale. Nella freccia è rappresentato lo stemma del Comune e sul gambo inciso il nome. Cravatta con nastri tricolori frangiati d'argento |                      |
|        | San Tomaso Agordino D'azzurro, all'albero di abete, al naturale, nodrito su campagna di verde, accollato ad una fascia di argento merlata alla ghibellina, i merli murati di nero. Concessione di stemma e gonfalone con R.D. del 9 marzo 1931, RR.LL.PP. del 28 gennaio 1932 |                      |
|        | San Vito di Cadore D'azzurro, l'abete con la chioma verde e il tronco al naturale, nodrito nella pianura rocciosa di argento, unito con catena di nero con effetto di catenaria alle due torri quadrangolari d'argento, murate di nero, di due palchi, merlate alla guelfa, uscenti dai fianchi, viste in prospettiva, ogni palco finestrato di uno di nero, esse torri fondate sulla pianura rocciosa, il tutto accompagnato dalle lettere maiuscole di oro S e P, ordinate in fascia al capo. Ornamenti esteriori da Comune Gonfalone: drappo di giallo, riccamente ornato con ricami d'argento e caricato dallo stemma con la iscrizione centrata in argento, recante la denominazione del Comune. Le parti di metallo ed i cordoni sono argentati. L'asta verticale è ricoperta di velluto giallo con bullette argentate poste a spirale. Nella freccia è rappresentato lo stemma del Comune e sul gambo inciso il nome. Cravatta con nastri tricolori frangiati d'argento Incongruenza tra disegno e blasonatura: le due torri sono d'oro e non d'argento; la blasonatura non riporta il secondo punto del partito. Incongruenza tra disegno e blasonatura: il gonfalone è partito d'argento e d'azzurro e non di giallo. |                      |
|        | Santa Giustina Troncato: nel PRIMO, d'oro, alle due palme decussate, di verde, la palma posta in sbarra attraversante; nel SECONDO, di azzurro, alla ruota da molino di otto raggi, d'oro. Ornamenti esteriori da Comune Gonfalone: drappo troncato di verde e di giallo, riccamente ornato di ricami d'argento e caricato dallo stemma sopra descritto con la iscrizione centrata in argento, recante la denominazione del Comune |                      |
|        | Santo Stefano di Cadore Diviso in due campi. A sinistra lo stemma del Cadore: due torri merlate con abete in mezzo, uniti da catena. A destra campo diviso in due triangoli rettangoli. In alto camoscio rampante su fondo argento; in basso fondo verde. Lo stemma è contornato da un rametto di quercia e da uno di alloro, il tutto sovrapposto da una corona turrita Gonfalone: drappo a tre bande partito di verde e di bianco… |                      |
|        | Sedico Due lame di sega in campo azzurro Incongruenza tra disegno e blasonatura: la blasonatura non indica lo smalto delle foglie di sega; le foglie di sega sono in sbarra e non in fascia. |                      |
|        | Selva di Cadore |                      |
|        | Seren del Grappa In campo azzurro un grappolo d'uva con due foglie di vite su tre cime montuose stilizzate, sovrastato da una corona e ricompreso tra un ramo d'ulivo e uno di quercia, legati da un nastro rosso Gonfalone: drappo partito di azzurro e verde… |                      |
|        | Setteville Il comune non ha ancora adottato uno stemma. Gonfalone: Il comune non ha ancora adottato un gonfalone. |                      |
|        | Sospirolo D'azzurro, al monte di verde, sorgente da una riviera d'argento e sostenente una rondine al naturale R.D. dell'8 maggio 1927, RR.LL.PP. del 26 febbraio 1928 |                      |
|        | Soverzene |                      |
|        | Sovramonte D.P.R. del 23 gennaio 1986 Gonfalone: drappo partito di giallo e di azzurro… |                      |
|        | Taibon Agordino D.P.R. del 4 ottobre 1986 Gonfalone: drappo di azzurro… |                      |
|        | Tambre Di azzurro, alla corona marchionale d'oro. Ornamenti esteriori da comune D.P.R. n. 879 del 18 febbraio 1991 |                      |
|        | Val di Zoldo |                      |
|        | Vallada Agordina Campo di cielo, con in capo una stella d'oro, a due monti moventi dai lati dello scudo e formanti un passo di montagna, con addossata al monte di sinistra, una chiesa, il tutto al naturale D.C.G del 10 agosto 1929 |                      |
|        | Valle di Cadore Due torri incatenate ad un abete nel primo partito e due spade incrociate nel secondo partito Gonfalone: drappo partito di rosso e di blu… |                      |
|        | Vigo di Cadore D'azzurro, al pino silvestre al naturale posto tra due torrioni di pietra di due palchi, quadrati, con base piramidale, merlati alla guelfa chiusi e finestrati di nero, moventi dai due fianchi dello scudo il tronco attraversato da catena di ferro ad anelli circolari in fascia, moventi da sopra la porta dei due torrioni, il tutto terrazzato di verde. In quello inferiore: di verde alla penna ed alla spada d`argento decussate Incongruenza tra disegno e blasonatura: i torrioni non escono dai fianchi dello scudo. |                      |
|        | Vodo di Cadore |                      |
|        | Voltago Agordino |                      |
|        | Zoppè di Cadore |                      |

## Ex comuni
| Stemma | Ex Comune e blasonatura | Gonfalone e bandiera |
| ------ | --- | -------------------- |
|        | Alano di Piave (dal 2024 soppresso per la costituzione del comune di Setteville) Partito: nel 1º d'azzurro, alla fascia in divisa d'argento, accompagnata in capo da un castello torricellato di tre pezzi dello stesso, merlato alla ghibellina, murato di nero, e in punta da un monte di tre cime pure d'argento; nel 2º di rosso, al libro aperto d'oro, caricato dalle parole LEXI CON del campo, in caratteri maiuscoli romani. Ornamenti esteriori da Comune. D.P.R. del 1º luglio 1970 Gonfalone: drappo partito, di rosso e d'azzurro, riccamente ornato di ricami d'argento e caricato dello stemma sopra descritto con la iscrizione centrata in argento: Comune di Alano di Piave Incongruenza tra disegno e blasonatura: la fascia è ondata; la fascia e il monte portano dei simboli di nero; la scritta sul libro va del campo, cioè di rosso. |                      |
|        | Farra d'Alpago (dal 2016 soppresso per la costituzione del comune di Alpago) D'azzurro, all'albero di faggio al naturale, piantato su campagna di verde e sostenuto da due draghi affrontati di rosso. Gonfalone: drappo partito di rosso e di azzurro. D.C.G del 1º maggio 1930 |                      |
|        | Castellavazzo (dal 2014 unito a Longarone, il nuovo Comune mantiene il nome di Longarone e lo stemma di Castellavazzo) Di rosso alla torre triangolata, merlata alla ghibellina, d'argento, murata, aperta e finestrata di nero, movente dalla campagna erbosa di verde, accompagnata in capo da una serpe di verde, ondeggiante in palo. Ornamenti esteriori da Comune R.D. del 28 gennaio 1928 Gonfalone: drappo partito di bianco e di rosso… D.P.R. 26 agosto 1959 |                      |
|        | Forno di Zoldo (dal 2016 soppresso per la costituzione del comune di Val di Zoldo) |                      |
|        | Lentiai (nel 2019 fuso con Trichiana e Mel per costituire il comune di Borgo Valbelluna) D'azzurro, al castello torricellato di tre, merlato alla guelfa, al naturale, aperto e finestrato di nero, alla fascia ristretta di due file di scaglie ermellinate, attraversante. Ornamenti esteriori da Comune. Gonfalone: drappo partito di bianco e di azzurro riccamente ornato di ricami d'argento e caricato dello stemma del comune, con l'iscrizione centra in argento: Comune di Lentiai. R.D. del 12 maggio 1942 |                      |
|        | Longarone (dal 2014 unito a Castellavazzo, il nuovo Comune mantiene il nome di Longarone e lo stemma di Castellavazzo) Gonfalone: drappo di azzurro… R.D. del 18 maggio 1942 |                      |
|        | Mel (nel 2019 fuso con Lentiai e Trichiana per costituire il comune di Borgo Valbelluna) D'argento, alla croce patriarcale di rosso, sinistrata da una piccola torre merlata, al naturale, aperta e finestrata del campo, sostenuta da un ristretto di verde, posta nel cantone sinistro dalla punta. D.C.G del 2 maggio 1929 Gonfalone: drappo partito di rosso e di bianco… D.P.R. dell'11 marzo 1953 |                      |
|        | Pieve d'Alpago (dal 2016 soppresso per la costituzione del comune di Alpago) D'argento, a due cipressi al naturale, radicati su collina di verde; fra i cipressi, una croce di rosso, accostata nelle parti superiori del braccio verticale da due stelle d'azzurro e sormontata da una corona all'antica dello stesso. Ornamenti esteriori da Comune. Gonfalone: drappo partito di azzurro e di rosso. D.P.R. dell'8 gennaio 1981 |                      |
|        | Puos d'Alpago (dal 2016 soppresso per la costituzione del comune di Alpago) D'azzurro, al pozzo di mattoni, al naturale, sostenuto da una terrazza di verde movente dalla punta dello scudo, sormontato da tre stelle di sei raggi d'argento, ordinate in fascia, sulla destra del pozzo un aquilotto sorante, al naturale. D.C.G del 30 ottobre 1929 Gonfalone: drappo di azzurro. D.P.R. del 24 novembre 1972 |                      |
|        | Quero (dal 2013 soppresso per la costituzione del comune di Quero Vas) Un castello al naturale posto di tre quarti, aperto e finestrato, torricellato di due pezzi laterali: quello di destra più elevato e merlato alla guelfa nello spigolo destro; quello di sinistra a cuspide; il tutto fondato su terrazzo al naturale. Gonfalone: drappo azzurro, riccamente ornato di ricami d'argento e caricato dello stemma comunale con la iscrizione centrata in argento: Comune di Quero. Le parti di metallo ed i cordoni sono argentati. L'asta verticale è ricoperta di velluto azzurro con bullette argentate poste a spirale. Nella freccia sarà rappresentato lo stemma del Comune e sul gambo inciso il nome. Cravatta e nastri tricolorati dai colori nazionale frangiati d'argento                                                                     |                      |
|        | Quero Vas (dal 2024 soppresso per la costituzione del comune di Setteville) Gonfalone: drappo partito di rosso e di azzurro… |                      |
|        | Sappada (nel 2017 Sappada è passata dal Veneto al Friuli-Venezia Giulia, provincia di Udine) D'azzurro, al monte di tre cime al naturale, su terrazzo di verde, accompagnato in capo da due zappe, decussate, manicate d'oro. Ornamenti esteriori da Comune. R.D. del 10 aprile 1930, RR.LL.PP. del 14 gennaio 1932 Gonfalone: drappo di azzurro… Incongruenza tra disegno e blasonatura: lo stemma rappresenta un disegno completamente diverso. |                      |
|        | Trichiana (nel 2019 fuso con Lentiai e Mel per costituire il comune di Borgo Valbelluna) Troncato: nel primo d'azzurro al castello di pietra al naturale, merlato di quattro pezzi, aperto e finestrato di nero; al secondo di verde, al ponte di pietra di tre archi fondato su un fiume scorrente in sbarra, il tutto al naturale. Ornamenti esteriori da Comune Gonfalone: drappo di azzurro. Regio decreto del 12 aprile 1939. |                      |
|        | Vas (dal 2013 soppresso per la costituzione del comune di Quero Vas) Di rosso al vaso d'argento, ripieno di pampini e grappoli al naturale. Ornamenti esteriori da comune Gonfalone: drappo partito di bianco e di rosso, riccamente ornato di ricami d'argento e caricato dello stemma sopra descritto con l'iscrizione centrato in argento: Comune di Vas |                      |
|        | Zoldo Alto (dal 2016 soppresso per la costituzione del comune di Val di Zoldo) |                      |